# Schleuse Charlottenburg
Die Schleuse Charlottenburg ist eine Schleuse der Spree im Berliner Bezirk Charlottenburg-Wilmersdorf. Sie verbindet den höheren Wasserspiegel zwischen der Staustufe Mühlendamm und der Staustufe Charlottenburg (mit dem Wehr in der Jungfernheide), dem Berlin-Spandauer Schifffahrtskanal, dem Westhafen und dem Westhafenkanal einerseits mit dem niedrigeren Wasserspiegel des Unterlaufes der Spree bis zur Mündung in die Havel und des Havelseengebietes bis zur Vorstadtschleuse Brandenburg an der Havel andererseits. Die Schleuse Charlottenburg liegt am Kilometer 6,10 der Bundeswasserstraße Spree-Oder-Wasserstraße. Zuständig für Betrieb und Unterhaltung ist das Wasserstraßen- und Schifffahrtsamt Spree-Havel. Die Gesamtlänge der Anlage einschließlich der Vorhäfen beträgt 1585 Meter, davon die Gesamtlänge der Schleuse 152,5 Meter. Die Wassertiefe bei Unterwasser beträgt 4,00 Meter und wird durch das benachbarte Spreewehr beeinflusst. Eine Schleusung dauert 15 Minuten. Der Anrufkanal liegt auf UKW Kanal 82.

## Geschichte
Die erste Staustufe der Spree in der damaligen Stadt Charlottenburg wurde in den Jahren 1883 bis 1885 als Charlottenburger Schleuse gebaut. Ihre Benutzung war bis zum Ende des Jahres 1900 kostenlos, es handelte sich um eine Freischleuse. Ab dem 1. Januar 1902 wurde sie zollpflichtig. Mittels eines öffentlichen Einspruchs sollte die Erhebung der Abgabe wieder abgeschafft werden.
In den Jahren 1959–1961 wurde die Doppelschleuse instand gesetzt und auf den Stand der damaligen Technik gebracht. Ihre zwei Schleusenkammern haben eine jeweilige Breite von zehn Metern und eine nutzbare Länge von 65 bzw. 82 Meter. Die alte Schleusenanlage wird nicht mehr genutzt. Mitte der 1950er Jahre wurde die Spree in ihrem Unterlauf bis zur Mündung in die Havel aus schifffahrtstechnischen Gründen begradigt. Im Jahr 1956, mit der Fertigstellung des Westhafenkanals konnten Binnenschiffe mit einer Tragfähigkeit bis 1000 Tonnen den Westhafen in Berlin erreichen. Bereits in den 1930er Jahren gab es Überlegungen für den Neubau einer Zwillingsschleuse in Berlin-Charlottenburg. Eine Grundstücksfläche wurde damals schon für diesen Zweck vertraglich reserviert.

## Der Neubau
Die neue Schleuse Charlottenburg ist Bestandteil des Verkehrsprojektes Deutsche Einheit Nr. 17. Dieses Projekt beinhaltet den Ausbau der Wasserstraße zwischen Hannover über Magdeburg nach Berlin. Diese Wasserstraße wird wirtschaftlich befahrbar gemacht für Großmotorgüterschiffe mit einer Länge von 110 Meter und einer Breite bis zu 11,40 Meter und Schubverbänden mit einer Länge bis zu 185 Meter und der genannten Breite. Mit der Fertigstellung des Wasserstraßenkreuzes Magdeburg im Oktober 2003 und der Inbetriebnahme der neuen Schleuse Charlottenburg im Dezember 2003 ist es diesen Schiffen möglich, vom westeuropäischen Wasserstraßennetz kommend den Berliner Westhafen zu erreichen. Zum Schleusenbereich gehören Koppel- und Wartestellen für die Berufsschifffahrt sowie Sportbootwartestellen in den Vorhäfen.

## Technik
Die Schleusenkammer wurde in Stahlspundbauweise erstellt. Verschlossen wird sie im Oberhaupt durch ein Drehsegmenttor mit Füllmuschel. Das Unterhaupt verschließt ein Stemmtor mit Schützen. Vor den Toren im Innenbereich der Schleusenkammer befinden sich Stoßschutzeinrichtungen in Form von entfernbaren Stahlseilen zum Schutz des Tores gegen Schiffsstoß.

## Begleitmaßnahmen
Zu den begleitenden Maßnahmen des Schleusenneubaues gehörten die Herstellung und der Ausbau von durchgehenden Geh- und Radwegen an der Nordseite der Schleuse vom Nonnendamm zur Mörschbrücke. Am Südufer der Spree vom Schlosspark Charlottenburg zur Rohrdammbrücke wurde als Ausgleichsmaßnahme der Uferweg saniert. Mit dem Bau der neuen Schleuse entstand eine Insel zwischen der alten und der neuen Schleuse. Diese ist nicht identisch mit der als „Schleuseninsel“ bezeichneten Lage zwischen Spree mit Spreewehr und der alten Schleuse. Um die Zufahrt zum östlichen Abschnitt des Nonnendamms auf der neuen Insel zu gewährleisten, erhielt dieser eine geänderte Straßenführung mit einer neuen Brücke über den Westvorhafen mit steilen Rampen. Im gesamten Schleusenbereich wurden neue Grünflächen angelegt und Bäume gesetzt. Die entstandenen Schrägufer wurden begrünt und in Teilbereichen Röhricht angepflanzt. Alte bauliche Anlagen wurden entfernt und der Boden entsiegelt. Darüber hinaus wurden Amphibienausstiege gebaut.

Schleuse und Umland
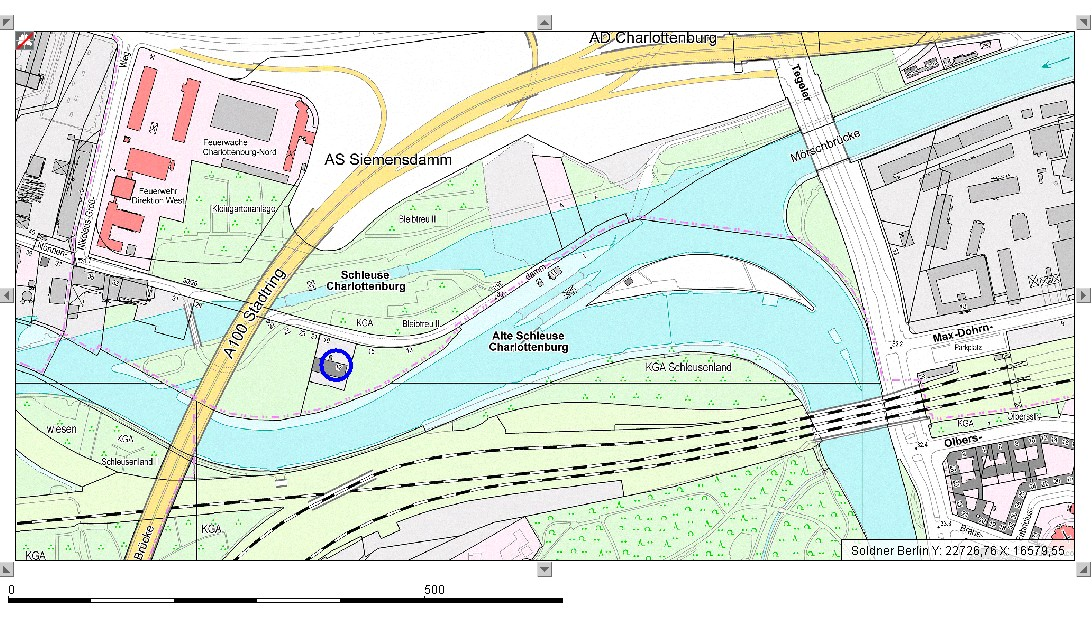
Schleusenareal
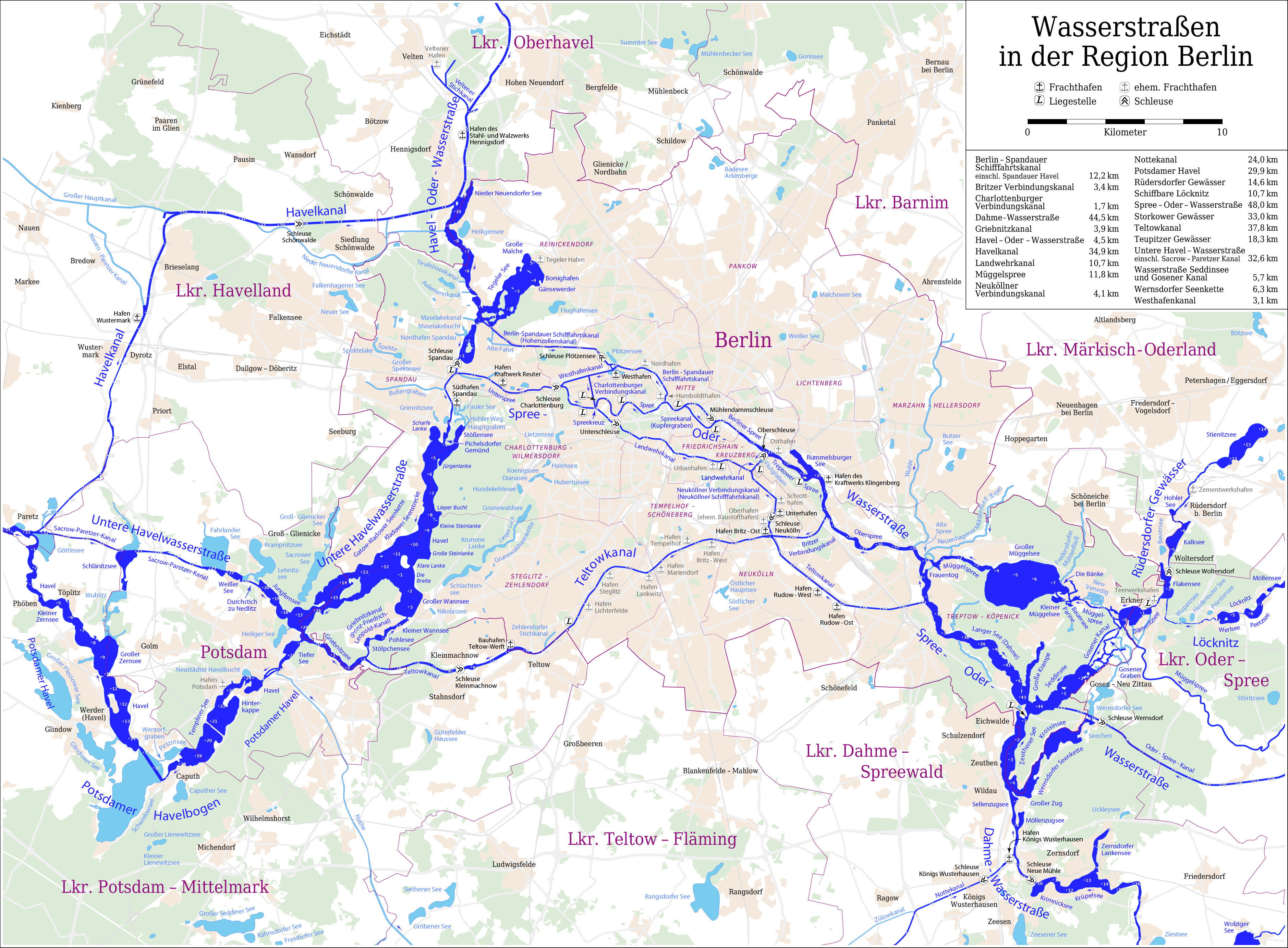
Die Wasserstraßen in und um Berlin
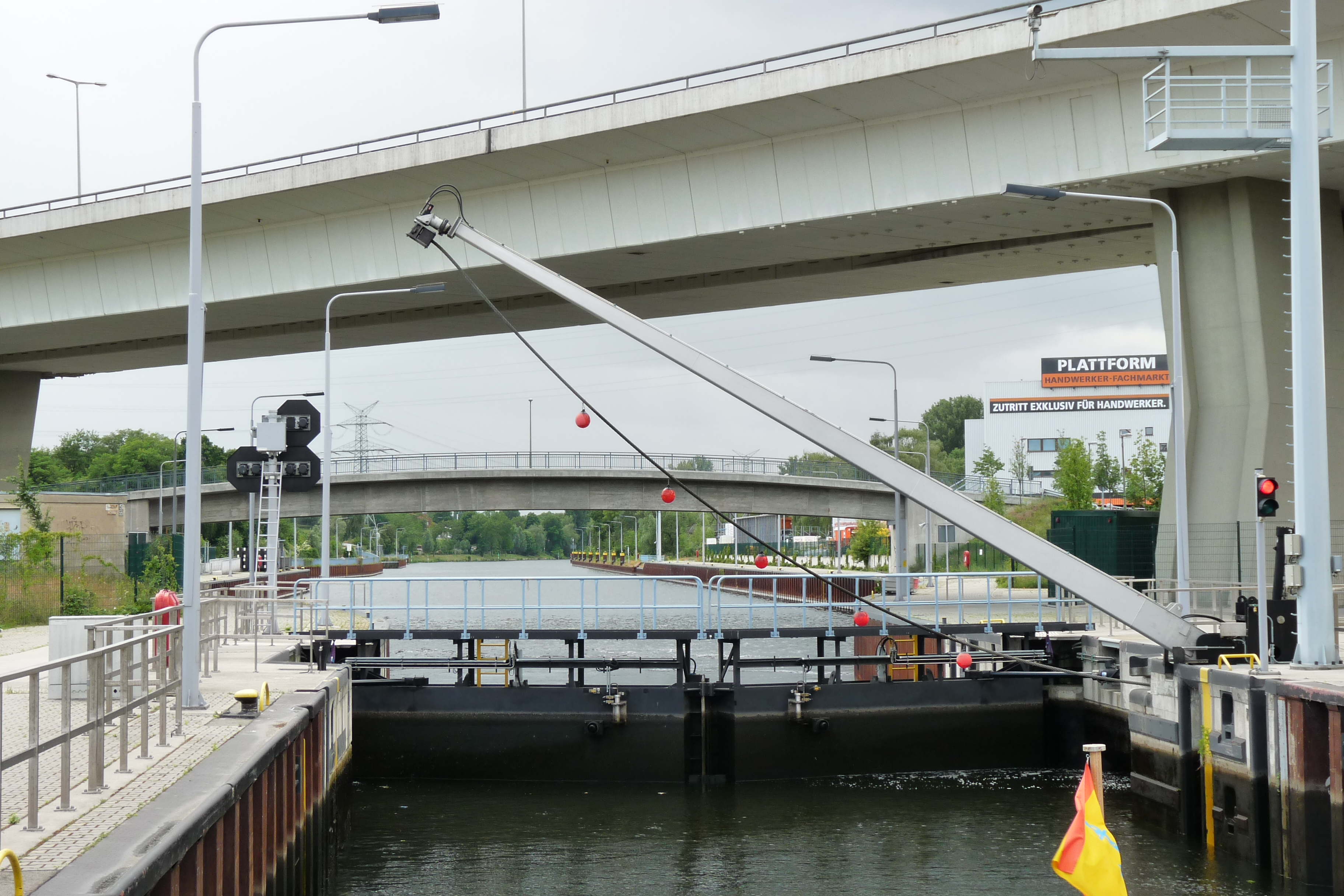
Stemmtor im Unterhaupt mit Stoßschutzseil
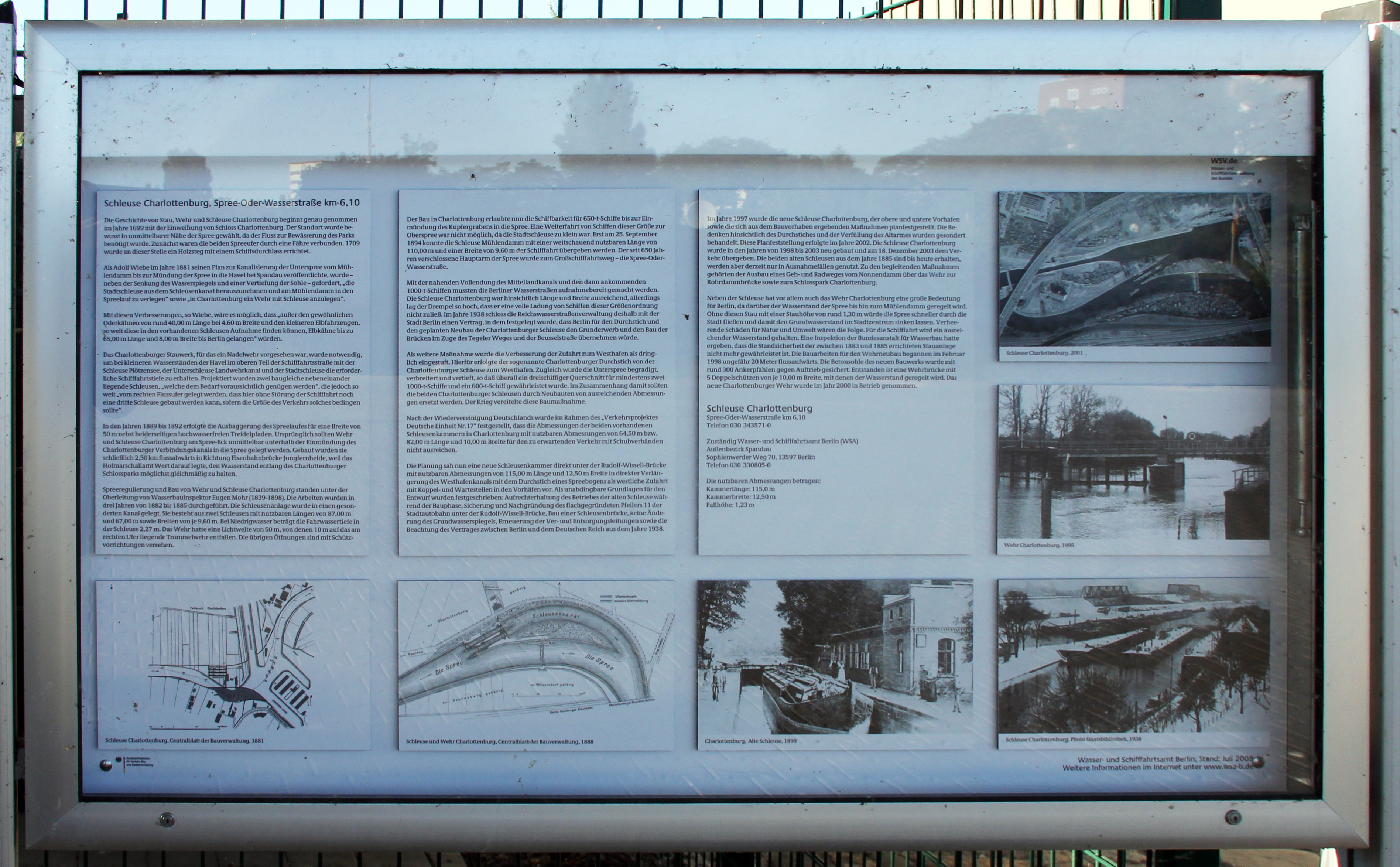
Informationstafel mit Angaben zu Stand und Geschichte
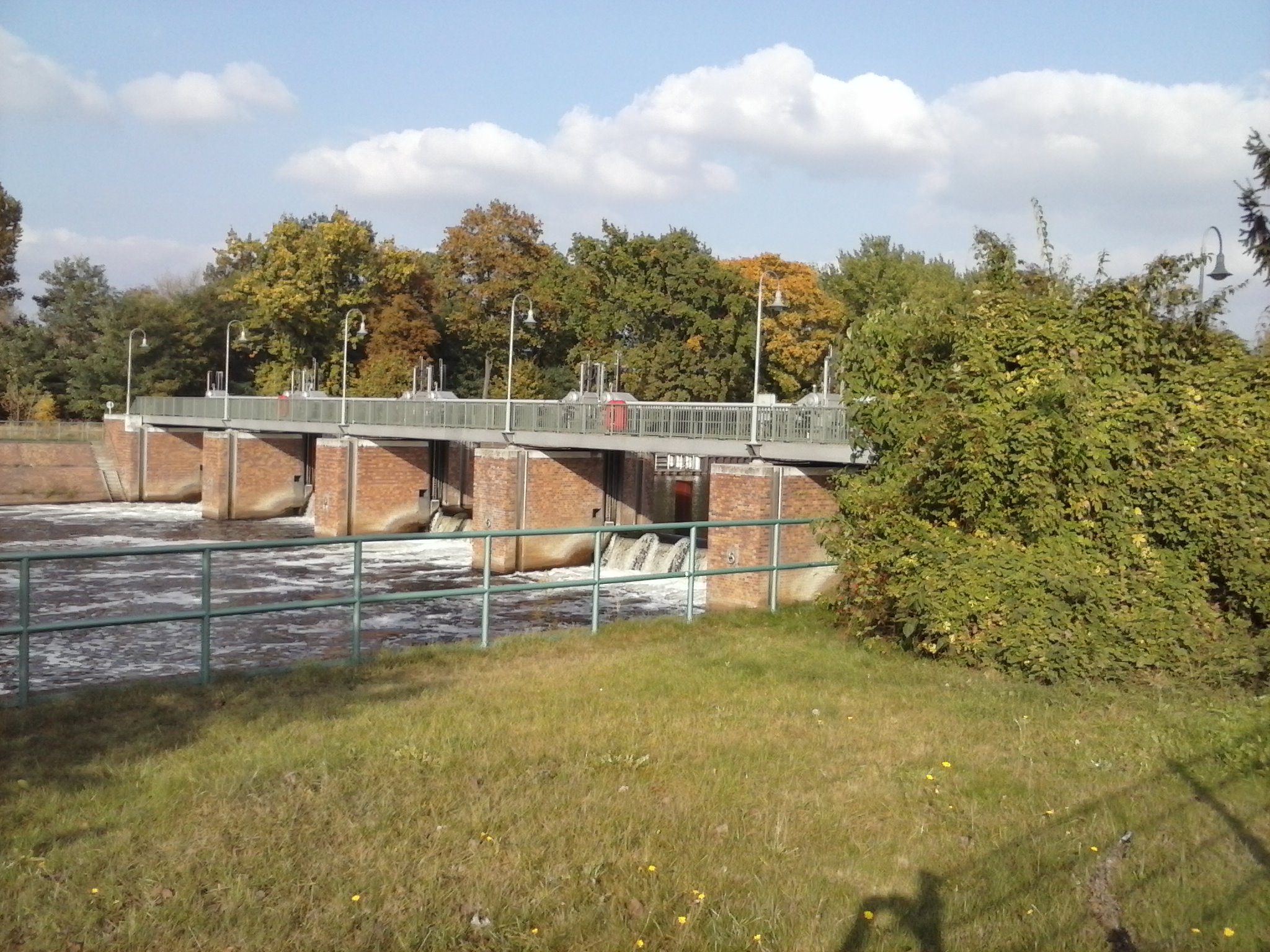
Spreewehr vom Spreeweg aus

## Karten
- Folke Stender: Redaktion Sportschifffahrtskarten Binnen 1. Nautische Veröffentlichung Verlagsgesellschaft, ISBN 3-926376-10-4.
- W. Ciesla, H. Czesienski, W. Schlomm, K. Senzel, D. Weidner: Schiffahrtskarten der Binnenwasserstraßen der Deutschen Demokratischen Republik 1:10.000. Band 4. Herausgeber: Wasserstraßenaufsichtsamt der DDR, Berlin 1988, OCLC 830889996.